# Psils
|  | No s'ha de confondre amb Psils (infanteria). |

Els psils (llatí: Pysilli, grec antic: Ψύλλοι) foren un poble libi de la costa del Gran Sirtis, eren veïns dels nasamons i habitaven entre l'Awlad Sliman i l'Awlad Naim. Van ser sotmesos pels nasamons.

## Registres històrics
Plini el Vell situa els psils sobre els garamants, a la costa del Gran Sirtis, el qual anomena Psyllicus Colpus ('golf dels psils').
Segons John C. Murphy, «els psils eren les romanalles desplaçades d'una antiga tribu de Líbia que va viure al golf de Sirte. Conquerida pels nòmades nasamons, els psils es van convertir en una coneguda secta d'encantadors de serps.»
Heròdot va descriure els psils com «una tribu que s'ha enfrontat a l'extinció» després que el vent del desert assecàs els seus pous d'aigua. Plini el Vell diu que foren «gairebé exterminats» en una guerra amb els seus veïns, els nasamons, però els descendents d'aquells que van escapar «sobreviuen avui en alguns llocs». També diu que tenien dins dels seus cossos, de manera natural, un verí mortal per a les serps, que eren a més hipnotitzades per l'olor que feien. En un altre lloc diu que amb l'olor dels psils n'hi havia prou perquè les serps fugissin. Estrabó no esmenta cap guerra que perdessin, ni contra el vent del desert ni contra els nasamons, sinó que diu que els psils encara existien, ocupant «una regió estèril i àrida» per sota dels nasamons. Escriptors posteriors, especialment poetes, atribuïren als psils una reputació com a grans encantadors de serps.
A més de per la seva immunitat a les serps, també eren coneguts per la seva habilitat per curar les mossegades. Plini i Estrabó diuen que la saliva dels psils era un antídot contra el seu verí. Plutarc i Plini confirmen que els psils per a curar les mossegades, succionaven el verí. En la seva Història de Roma, Cassi Dió parla dels psils i diu que Octavi els va cercar per veure si extreien el verí de la serp amb la qual Cleòpatra s'havia enverinat (LI.14). D'acord amb Dió, els psils eren completament immunes a les mossegades de serps i que els que tenien el poder sobre les serps eren només els homes (LI.14). Lucà, parlant dels psils va escriure:
| «                         | De tots els que el sol abrasador d'Àfrica perdura, ningú com els psils bruns són segurs: Amb regals i privilegis de curació són agraciats, Així a la terra de serps són situats: Treva amb la mort terrible tirana tenen, I frontera segura al seu regne la tomba | » |
| — Lucà, Farsàlia, ix, 891 | |   |

Lucà també diu que si els psils tenien dubtes sobre la legitimitat dels seus fills, els exposaven a les picades d'una serp. Si els nens eren legítims, eren immunes a la mossegada. També diu que eren capaços de prevenir les mossegades de les serps en els campaments de l'exèrcit romà amb encanteris i paraules màgiques, i després encenent un foc al voltant del perímetre del campament, on cremaven determinades herbes (èvol, gàlban, tamariu, herba centaura, fèrula, làrix, abròtan…) barrejades amb banyes de cérvol. Sili Itàlic diu que tenia notícies d'un psil que sobrepassava tots els altres en l'art de curar una ferida de serp, i que ho feia amb sucs d'herbes. També podia extreure fragments de ferro amb un encanteri, i adormia una serp amb el contacte de la seva mà. Deia que algunes coses les havia après al país dels garamants. Curava també les mossegades de les feres. Sili explica al seu llibre Bella Punica, que aquest psil va ser cridat per Hanníbal per curar a Magó, que havia estat ferit a la batalla de Cannas.